# Prostitution au Danemark
La prostitution au Danemark a été en partie décriminalisée en 1999, en partant du principe qu'il était plus facile de contrôler un commerce légal qu'un commerce illégal. Les activités de tiers, telles que les bénéfices de l'administration de lupanars et d'autres formes de proxénétisme, restent des activités illégales au Danemark, tout comme le proxénétisme et la prostitution des mineurs,.

## Chronologie

### Historique
Le Code civil de 1683, ou Christian 5.s Danske Lov (également promulgué dans la province danoise de Norvège comme le Code civil de 1687 ou Christian Vs Norske Lov) interdisait explicitement les relations extraconjugales (y compris la prostitution). La loi danoise prescrit la prison pour les hommes et le fouet pour les femmes condamnés pour fornication.
La prostitution (« fornication professionnelle») devait être réglementée au Danemark au XIXe siècle, la police y jouant un rôle actif. Les politiques du dix-neuvième siècle en matière de prostitution reposaient sur l’idée qu’il s’agissait d’une source principale de maladies sexuellement transmissibles, les femmes étant enregistrées et soumises à des examens de plus en plus réguliers. En 1815, l'enregistrement des prostituées a été introduit à Copenhague, les femmes étant enregistrées comme prostituées dans les dossiers de la police, forcées de s'inscrire dans un bordel (surveillé par la police) "toléré" et soumises à des examens réguliers, avec hospitalisation forcée en cas de maladie. Techniquement, la prostitution était toujours illégale, la réglementation était donc effectuée discrètement par ordre du roi Frédéric VI (1808-1839). Le 11 février 1863, cette politique a été officiellement reconnue et a reçu un fondement juridique, et en 1874, le système de prostitution réglementée a été officiellement introduit dans la loi danoise, avec des motifs juridiques pour l'examen forcé et l'hospitalisation des prostituées présumées.
Ces politiques sont devenues la cible des groupes de femmes et des groupes religieux. Les bordels ont finalement été interdits en 1901 et, en 1906, le principe des examens médicaux forcés a été abandonné.

### Ère moderne
La décriminalisation a eu lieu en 1999. En 2006, le gouvernement a annoncé une campagne de lutte contre la prostitution et les racketteurs impliqués dans l'organisation du commerce et de la traite des êtres humains, à la suite d'un rapport de police commandé, intitulé Strategi for en styrket politimæssig indsats mod prostitutionens bagmænd. La ministre de la Justice, Lene Espersen (DFK), a annoncé une intensification des efforts de la police contre les trafiquants tout en promettant une approche plus ouvertes envers les victimes et les témoins, avec de nouvelles réformes dans la police à compter du 1er janvier 2007. En février 2013, le ministre de la Justice Morten Bødskov a annoncé de nouvelles mesures et présenté un projet de loi, issu du rapport de 2012 du Conseil de droit pénal, étendant les dispositions contre l'exploitation des maisons closes aux services d'escorte et à la prostitution de rue, augmentant les peines et donnant à la police plus de pouvoirs.

### Rapport de 2012
En 2009, le ministère de la Justice a ordonné au Conseil du Code pénal (Straffelovrådet) d'entreprendre un examen complet du chapitre 24, et il a remis son rapport en novembre 2012. Dans les termes de référence, on leur a spécifiquement demandé de dire si l'achat de relations sexuelles devrait être interdit. Parmi leurs recommandations figuraient :
- Introduire une nouvelle disposition globale pour l'implication d'une personne de moins de 18 ans dans la prostitution
- Éliminer les dispositions spéciales relatives à la participation des jeunes de 18 à 20 ans à la prostitution
- Que les activités de prostitution sous d'autres formes que la tenue d'un bordel soient couvertes en incluant la fourniture de services d'escorte
- Décriminaliser l'implication de tiers dans la prostitution, lorsque l'agent n'opère pas en exploitant la prostitution d'autrui
- La suppression des dispositions du Code pénal impliquant la demande ou l'invitation à la fornication qui suscite l'indignation du public
- Éliminer la possibilité qu'une personne soit empêchée d'entrer dans un restaurant en particulier pour la seule raison qu'elle travaille comme prostituée

En outre, le Conseil a proposé d'ajuster les peines maximales pour la participation d'un enfant de moins de 18 ans, pour le paiement ou la promesse de paiement, pour avoir des relations sexuelles avec un client, ou pour être spectateur d'un spectacle avec des performances pornographiques impliquant un enfant de moins de 18 ans, afin de répondre aux exigences de la directive européenne sur la lutte contre les abus sexuels sur les enfants. Ils ont également proposé d'ajuster les peines maximales pour l'aide à la prostitution d'autrui.
En ce qui concerne l'interdiction d'acheter du sexe, le Conseil a conclu qu'une telle interdiction ne serait justifiée que comme un rejet moral de l'achat de sexe. Compte tenu des connaissances sur la prostitution au Danemark et des informations sur l'expérience de l'interdiction d'acheter des services sexuels dans d'autres pays, le Conseil a estimé qu'une interdiction d'acheter des services sexuels n'aura pas d'impact positif significatif à d'autres égards que de punir ceux qui achètent ce type de prestations. Au contraire, une interdiction d'acheter des services sexuels pourrait avoir des conséquences négatives pour un certain nombre de prostituées, en termes d'aggravation des conditions économiques et générer une forme de stigmatisation accrue.
A la réception de leur rapport, le ministre de la Justice (Justitsministeren) Morten Bødskov a fait ces remarques: «Le gouvernement a également décidé de suivre la recommandation du Conseil du Code pénal de ne pas interdire l'achat de relations sexuelles (købesex). L'étude du Conseil pénal montre qu'une interdiction d'acheter des services sexuels n'est pas susceptible d'entraîner une diminution de la prostitution ou de l'exploitation des prostituées, mais qu'elle a plutôt des conséquences négatives pour les prostituées"(21 novembre 2012)."

## Recensement
Le Département d'État des États-Unis a déclaré qu'un rapport de 2008 du National Board of Social Services indiquait que la police estimait que le nombre de personnes impliquées dans la prostitution était d'environ 5 500.
Le centre traditionnel de prostitution à Copenhague est le quartier derrière la gare centrale de Copenhague (principalement Istedgade, Halmtorvet et Skelbækgade). Au début de 2009, le nombre de professionnel(le)s exerçant la prostitution de rue et d'entreprises à vocation sexuelle dans la région était en baisse, mais il semblait y avoir une augmentation du nombre au milieu de la même année. La plupart des personnes qui entrent dans l'industrie sont originaires d'Europe de l'Est et d'Afrique.
À l'instar de nombreuses autres villes européennes, de nombreuses travailleuses du sexe utilisent désormais des publicités sur Internet pour les services incall et outcall.

### Migration et trafic sexuel
Une étude réalisée en 2009 par TAMPEP estime que les travailleurs migrants représentent 65% de toutes les prostituées au Danemark. Cependant, le rapport le plus récent de l'agence Servicestyrelsen indique qu'environ la moitié des travailleurs du sexe au Danemark sont des migrants. Le plus grand groupe, environ 900, vient de Thaïlande et, généralement, ces travailleurs détiennent un permis de séjour ou la citoyenneté danoise. Les travailleurs migrants ont droit à un large éventail de prestations sociales et de santé, mais ne sont pas toujours conscients que de tels services existent pour eux. Le deuxième plus grand groupe est originaire de pays de l'Union européenne (UE) d'Europe centrale et orientale, mais a tendance à faire la navette entre le Danemark et leur pays d'origine; ces personnes n'ont donc pas le droit de recevoir une assistance des services sociaux danois. Le troisième plus grand groupe de travailleurs migrants du sexe, originaire d'Afrique (en particulier du Nigéria), compte environ 300 migrants et un certain nombre de migrants africains font la navette entre d'autres pays de l'espace Schengen et le Danemark (une situation similaire existe en Norvège).
Un certain nombre de femmes des trois groupes de migrants peuvent être victimes de la traite des êtres humains, la proportion réelle est inconnue, sans chiffres fiables détaillant le nombre de personnes victimes de la traite actuellement disponibles pour analyse. En 2008, la police a rencontré 431 femmes soupçonnées d'être associées à la traite et 72 ont été confirmées comme étant des victimes. Selon la police de Copenhague, les femmes sont recrutées dans leur pays d'origine, transportées au Danemark, puis contraintes à la prostitution.

## Clients
Une étude réalisée en 2005 sur la clientèle masculine par Claus Lautrups a révélé que 14% des hommes danois ont payé pour des relations sexuelles au moins une fois.

## Débats politiques
Le gouvernement social-démocrate (S) de Poul Nyrup Rasmussen a réformé le code pénal le 17 mars 1999 et les nouvelles règles sont entrées en vigueur le 1er juillet 1999 pour dépénaliser la prostitution. Les sociaux-démocrates ont perdu le pouvoir en 2001.
Comme ailleurs en Scandinavie, il y a un débat permanent sur le statut des lois sur la prostitution. Les sociaux-démocrates de l'époque et les groupes féministes étaient favorables à l'interdiction de l'achat d'actes sexuels en 2009. Cela aurait mis le Danemark sur la même ligne que la Suède, la Norvège et l'Islande, la Norvège ayant adopté une telle législation en 2009. Cette position a été soutenue par un certain nombre de partis d'opposition, dont l'Alliance rouge-verte (Enhedslisten, EL) et le Parti populaire socialiste (SF), mais pas les social-libéraux (R). Cette position avait peu de soutien populaire, seulement environ 26% soutenant la mesure. À cette époque, le Danemark était gouverné par un gouvernement minoritaire de centre-droit composé du Parti libéral (Venstre, V) et du Parti populaire conservateur (Det Konservative Folkeparti, DKF).
En juin 2011, répondant à la fois à un sondage d'opinion et à des recherches récentes, l'opposition sociale-démocrate (S), soutenue par le Parti populaire socialiste (SF), était en faveur du modèle suédois d'interdiction de la vente de prestations sexuelles.

## Opinion publique
Un sondage d'opinion en 2011 a montré que 61% des Danois pensent que les travailleuses du sexe danoises devraient avoir plus de droits et que leur profession devrait être reconnue. La question était: «Au Danemark, la prostitution est légale et les prostituées sont en principe imposables. La prostitution n'est pas reconnue comme une profession et les prostituées ne peuvent pas adhérer à un syndicat, recevoir des prestations ou être admissibles à l'assurance-emploi. Êtes-vous en faveur ou contre le fait que les prostituées soient autorisées à adhérer à un syndicat pour recevoir des prestations et de l'assurance-emploi? ".

## Recherche
En 2010, le gouvernement danois, répondant aux critiques selon lesquelles le débat sur la prostitution était largement basé sur des mythes et des stéréotypes, a alloué 4 millions de DKK à une enquête nationale du Det National Forskningscenter pour Velfærd, qui a été publiée en 2011 sous le titre Prostitution i Danmark. Le rapport souligne que la prostitution ne peut être traitée comme une entité monolithique ou homogène, en faisant notamment une distinction entre le travail en extérieur (rue) et en intérieur. Il a suggéré une approche plus ciblée, soulignant que la plupart des professionnel(le)s du sexe avaient choisi leur profession plutôt que d'être contraints.

## Pays constituants autonomes

### Îles Féroé
Sous la juridiction danoise, le statut juridique de la prostitution reste légal. Cependant, il n’existe aucune preuve de prostitution organisée sur le territoire autonome.

### Groenland
La prostitution au Groenland est illégale. Bien que le pays soit soumis à la loi du Danemark dans la plupart des domaines de la législation, la décriminalisation de la prostitution par le Danemark en 1999 n'a pas été appliquée au Groenland . En outre, le Groenland est exempté des obligations du Protocole de Palerme sur la traite des êtres humains dont le Danemark est signataire, mais il y a peu de preuves de traite des êtres humains au Groenland. Un rapport publié en 2008 indiquait que le Groenland n'avait aucun signe de prostitution visible ou organisée, aucun service destiné spécifiquement aux prostituées et aucun cas de procès liés à la prostitution. Il faisait cependant référence à des allégations selon lesquelles le sexe transactionnel avait parfois été utilisé, par exemple en échange d'un logement temporaire. Selon une tradition associée au peuple inuit du Groenland, des hôtes auraient offert leurs épouses à des invités sous une forme de «prostitution hospitalière»,. Les colons qui fondèrent la capitale du pays Nuuk en 1728 comptaient parmi eux des prostituées.

## Remarques
1. ↑  "Regeringen har desuden besluttet af følge Straffelovrådets anbefaling om ikke at indføre et forbud mod købesex. Straffelovrådets undersøgelse viser, at et forbud mod købesex ikke kan forventes at føre til at fald i prostitutionen eller i udnyttelsen af prostituerede, men tværtimod må forventes at have negative konsekvenser for de prostituerede."

### Politiques nordiques
- May-Len Skilbrei. Politique de la prostitution dans la région nordique. Ashgate 2013 (ISBN 978-1-4094-4426-8)
- May-Len Skilbrei et Charlotta Holmström. Le «modèle nordique» de la loi sur la prostitution est un mythe. The Conversation 16 décembre 2013
- Skilbrei, May-Len et Charlotta Holmström (2013): Prostitution Policy in the Nordic Region. Sympathies ambiguës, Farnham: Ashgate.

### Histoire
- Pedersen: Prostitution au Danemark 1860-1906. Int Fed Res Women's Hist 2003
- Merete Bøge Pedersen: des parias tentants. Sur les prostituées ordinaires au 19e siècle. Bibliotek pour Læger 2006; 198: 38-57

### Régulation
- Législation sur la prostitution: suivront-ils la même voie? NIKK 19 mars 2009
- Straffelovrådets betænkning om seksualforbrydelser. Betænkning nr. 1534. Novembre 2012 Examen par le Conseil du Code criminel des infractions sexuelles 2012

### Migration
- Travail du sexe en Europe - Une cartographie de la scène de la prostitution dans 25 pays européens TAMPEP 2009
- Marlene Spanger. Entre suppression et indépendance. Prostitution transnationale des femmes noires au Danemark. NIKK 2002
- Rasmus Karkov. Mythes sur le mode de vie des prostituées. Science Nordic 19 août 2012

### Santé
- Ida Blom. Médecine et moralité - législation sur les maladies vénériennes au Danemark et en Norvège c. 1900-1994. Michael 2010; 7: 321-330
- Ishøy T, Ishøy PL, Olsen LR. Prostitution de rue et toxicomanie. Ugeskrift pour Lægerer. 26 septembre 2005; 167 (39): 3692-6. En danois

### Autre
- Armario et Dollner: la prostitution au Danemark. L'humanité en action 2002
- Position danoise sur la prostitution. Kvinfo décembre 2006
- Prostitution de la pauvreté ou autodétermination sexuelle? Kvinfo Juin 2010
- Approcher la prostitution: les différences ne doivent pas être des barrières : Une analyse de la collaboration interdisciplinaire dans le département de prostitution de Servicestyrelsen. Thèse de maîtrise Emily Childers-Brocks, février 2010, Aalborg
- Rasmus Karkov. Ce qui anime une prostituée. Science Nordic 7 mars 2012

### Recherche
- Institut nordique du genre (NIKK)
- Réforme de la politique nordique en matière de prostitution

### Organisations
- SIO - Organisation danoise des travailleurs du sexe
- ICRSE - Réseau européen des travailleurs du sexe et alliés
- Réseau mondial de projets sur le travail du sexe
- Le groupe de soutien Nest-STOP Trafficking / Reden STOP-Kvindehandel pour les victimes de la traite
- Servicestyrelsen: Prostitution Service Agency Prostitution Unit
  - Publications